# 西西姆斯伯里 (康乃狄克州)
西西姆斯伯里（英語：West Simsbury）是位於美國康乃狄克州哈特福縣的一個人口普查指定地區。

## 地理
西西姆斯伯里的座標為41°52′23″N 72°51′29″W / 41.87306°N 72.85806°W，而該地最高點為海拔高度98米（即323英尺）。

## 人口
根據2010年美國人口普查的數據，西西姆斯伯里的面積為11.30平方千米，當中陸地面積為11.30平方千米，而水域面積為0.00平方千米。當地共有人口2447人，而人口密度為每平方千米216人。